# Dan Hamhuis
Dan Hamhuis (ur. 13 grudnia 1982 w Smithers) – kanadyjski hokeista, reprezentant Kanady, olimpijczyk.

## Kariera
- Smithers A’s (1997–1998)
- Prince George Cougars (1998–2002)
- Milwaukee Admirals (2002–2003)
- Nashville Predators (2003–2004)
- Milwaukee Admirals (2004–2005)
- Nashville Predators (2005–2010)
- Vancouver Canucks (2010–2016)
- Dallas Stars (2016-2018)
- Nashville Predators (2018-)

Wychowanek Smithers A’s. Przez cztery sezony występował w kanadyjskiej lidze juniorskiej WHL w ramach CHL, następnie rok w AHL, a od 2003 w NHL. Od lipca 2010 zawodnik Vancouver Canucks. Od lipca 2016 zawodnik Dallas Stars, związany dwuletnim kontraktem. W lipcu 2018 przeszedł do Nashville Predators.
Uczestniczył w turniejach mistrzostw świata 2006, 2007, 2008, 2009, 2013, 2015 oraz zimowych igrzysk olimpijskich 2014.

## Sukcesy

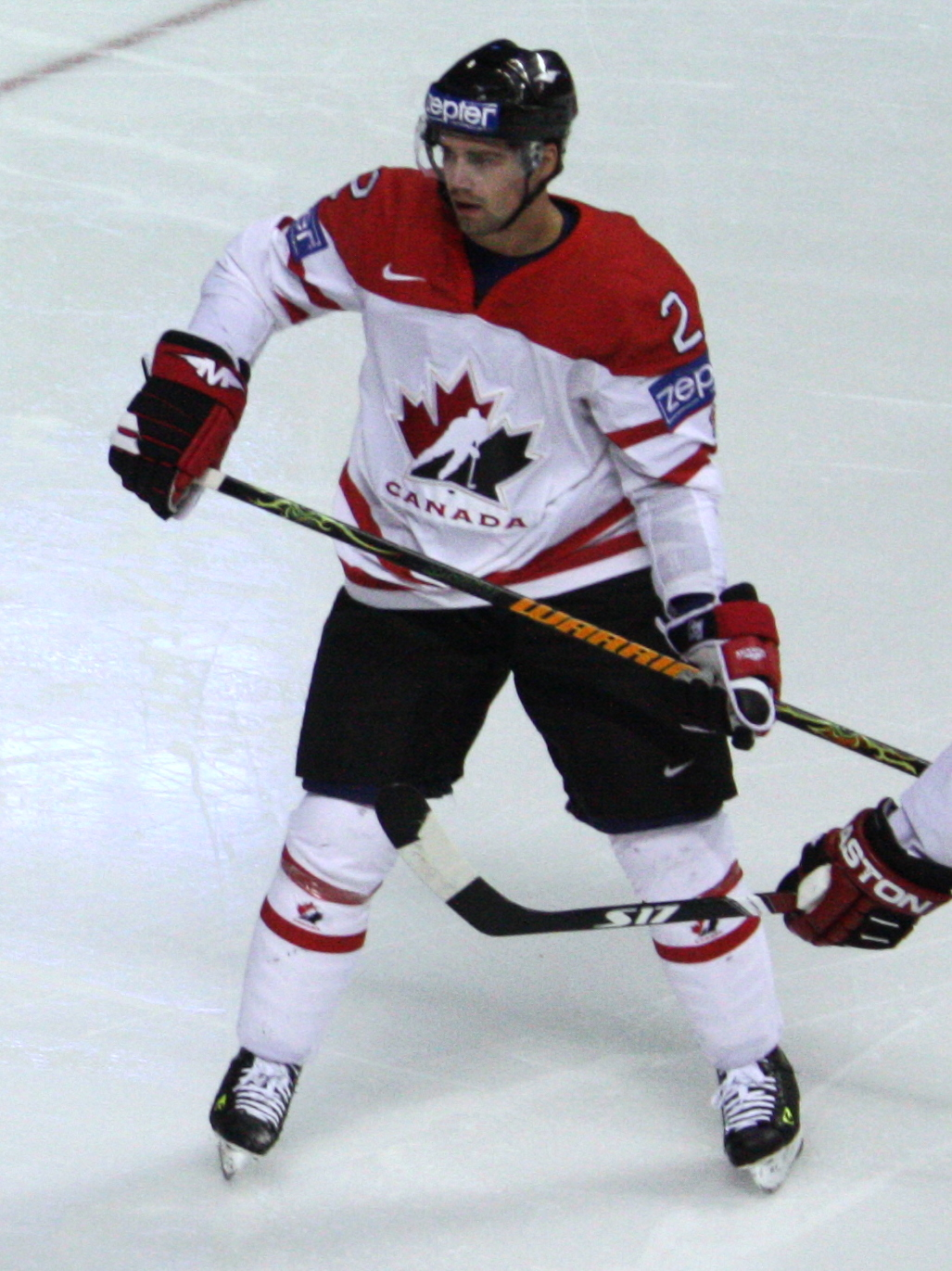
Dan Hamhuis w barwach Kanady (2008)

Reprezentacyjne
- Srebrny medal mistrzostw świata juniorów do lat 20: 2002
- Złoty medal mistrzostw świata: 2007, 2015
- Srebrny medal mistrzostw świata: 2008, 2009
- Złoty medal zimowych igrzysk olimpijskich: 2014

Klubowe
- Mistrzostwo dywizji NHL: 2011, 2012, 2013 z Vancouver Canucks
- Mistrzostwo konferencji NHL: 2011, 2012 z Vancouver Canucks
- Clarence S. Campbell Bowl: 2011 z Vancouver Canucks
- Presidents’ Trophy: 2011, 2012 z Vancouver Canucks
- Finał Pucharu Stanleya: 2011 z Vancouver Canucks

Indywidualne
- Sezon WHL i CHL 2000/2001:
  - Pierwszy skład gwiazd WHL (Zachód)
  - CHL Top Prospects Game
- Sezon WHL i CHL 2001/2002:
  - Pierwszy skład gwiazd WHL (Zachód)
  - Bill Hunter Memorial Trophy – najlepszy obrońca WHL
  - Four Broncos Memorial Trophy – najlepszy zawodnik WHL
  - Najlepszy obrońca CHL
  - Pierwszy skład gwiazd CHL
- Sezon AHL 2004/2005:
  - Drugi skład gwiazd